# بيرانا ثري دي دي
بيرانا ثري دي دي (بالإنجليزية: Piranha 3DD)‏ هو كوميدي رعب، وفيلم خيال علمي
أُصدر في 2012. الفيلم من إنتاج ديمينشن فيلمز، وNeo Art & Logic ‏، ومن توزيع ديمينشن فيلمز، وAnchor Bay Entertainment ‏، وقد أخرجه جون جولاجر
صدر الفيلم في المملكة المتحدة في 11 مايو 2012، وفي الولايات المتحدة في 1 يونيو 2012، وكان أداء الفيلم ضعيفًا في شباك التذاكر، حيث حقق 8.5 مليون دولار في جميع أنحاء العالم مقابل ميزانية قدرها 7.5 مليون دولار. وقد تلقى مراجعات سلبية في الغالب.

## القصة
تدور القصة حول مجموعة من المصطافين يقصدون شاطئ الترفيه ولكن الامر الخطير هو ان سمك البيرانا غير المعدل وراثيًا يجتاح مياه الشاطئ إلا أن اكتشاف الأمر كان قد فات فتحدت مجزرة كبيرة ويتحول الماء إلى دماء غزيرة.
مادي، طالبة علم الأحياء البحرية، تعود إلى المنزل لقضاء الصيف في الحديقة المائية التي تمتلكها وتشعر بالانزعاج عندما تجد أن المالك الآخر، زوج والدتها شيت، يخطط لإضافة قسم خاص بالبالغين إلى الحديقة المائية يسمح بالعري. في وقت لاحق من تلك الليلة، ذهبت شيلبي صديقة مادي وصديقها جوش للغطس في البحيرة، حيث تدخل أسماك البيرانا المقلية داخل شيلبي. يبدأ أصدقاؤهم آشلي وترافيس في شاحنتهم، لكن آشلي تطلق فرامل الانتظار عن طريق الخطأ، مما يتسبب في انقلاب الشاحنة إلى البحيرة. مكبل اليدين في الشاحنة أثناء المداعبة وغير قادر على الهروب، تلتهم الأسماك المفترسة ترافيس بينما تلاحق آشلي، على السطح، ولا أحد موجود لإنقاذها. تغرق الشاحنة في البحيرة وتأكلها الأسماك المفترسة.

## طاقم التمثيل
- دانييل بانابيكر
- جين لوك-بيلودو
- شيلان سيمونز
- فينج راميز
- إليز نيل
- أدريان مارتينيز (لاعب كرة قدم)
- سام جونز  [لغات أخرى]‏
- كلو غولاغر
- ديفيد هاسيلهوف
- غاري بوسي
- مات بوش
- كريستوفر لويد
- ديفيد كويشنير
- كاترينا بودين
- كريس زيلكا
- جيانا مايكلز

## الإنتاج

### التصوير
صوّر الفيلم في كارولاينا الشمالية

## الاستقبال

### الجوائز والترشيحات
الجوائز
الترشيحات

## وصلات خارجية
- بيرانا ثرى دى دى على موقع IMDb (الإنجليزية)
- بيرانا ثرى دى دى على موقع ميتاكريتيك (الإنجليزية)
- بيرانا ثرى دى دى على موقع روتن توميتوز (الإنجليزية)
- بيرانا ثرى دى دى على موقع نتفليكس (الإنجليزية)
- بيرانا ثرى دى دى على موقع قاعدة بيانات الأفلام العربية
- بيرانا ثرى دى دى على موقع ألو سيني (الفرنسية)
- بيرانا ثرى دى دى على موقع Turner Classic Movies (الإنجليزية)
- بيرانا ثرى دى دى على موقع أول موفي (الإنجليزية)
- بيرانا ثرى دى دى على موقع بوكس أوفيس موجو (الإنجليزية)
- بيرانا ثرى دى دى على موقع فيلمافينيتي (الإسبانية)